# شاباك

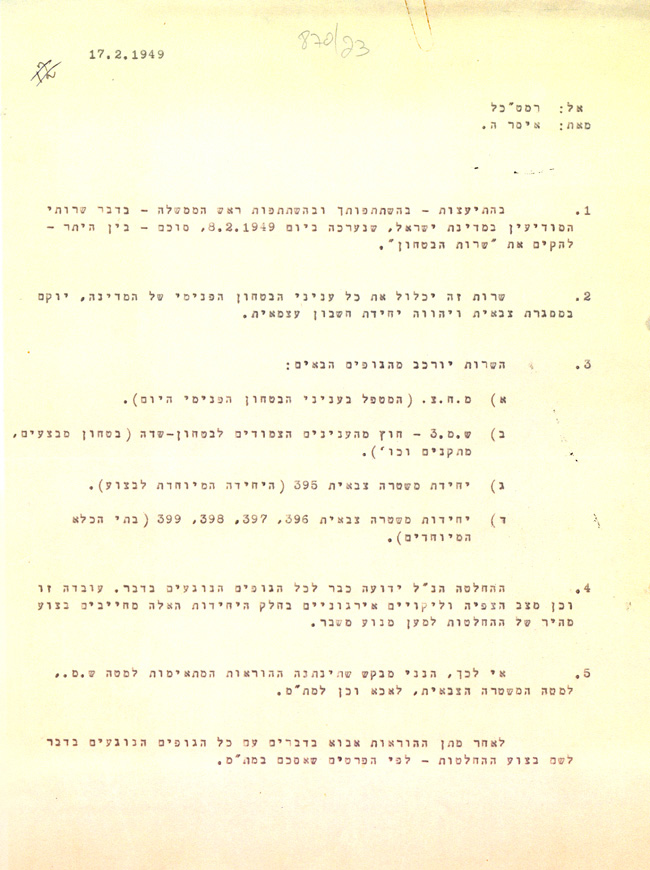
وثيقة تأسيس جهاز الشاباك بعد احتلال الاراضي الفلسطنية، 1949

جهاز الأمن العام الإسرائيلي (بالعبرية: שירות הביטחון הכללי) ويختصر شاباك (بالعبرية: שַׁבַּ"כּ) أو شين بيت (بالعبرية: שִׁין-בֵּית) هو جهاز الاستخبارات الداخلية في إسرائيل، يقع المقر الرئيسي لجهاز الشاباك في شمال غرب تل أبيب، شمال حديقة اليركون.
وهو واحد من ثلاث منظمات رئيسية في مجتمع الاستخبارات الإسرائيلية، إلى جانب أمان (الاستخبارات العسكرية) والموساد (جهاز الاستخبارات الأجنبية).

## تعريف عام
• تملك الدولة العبرية (إسرائيل) ثلاثة أجهزة استخبارية:
1. شعبة الاستخبارات العسكرية المعروفة باسم «آمان» التابعة لهيئة أركان الجيش، وهي أكبر الأجهزة الاستخبارية وأكثرها كلفة لموازنة الدولة.
2. جهاز الموساد وهو جهاز الاستخبارات للعمليات الخارجية، وله العديد من المهام، أهمها التجسس على الدول العربية، ويعتبر ثاني الأجهزة الاستخبارية من حيث الحجم والكلفة المالية.
3. جهاز «الشاباك» الذي يعتبر أصغر الأجهزة الاستخبارية ويتكون من بضعة آلاف من العناصر، ويتخصص في محاربة حركات المقاومة الفلسطينية والسعي لإحباط عملياتها ضد إسرائيل بالإضافة للشأن الأمني الداخلي. وكلا من «الموساد» و«الشاباك» يتبعان مباشرة مكتب رئيس الوزراء، وهو صاحب صلاحية تعيين رئيس كل جهاز منهما.

## التأسيس
مع إعلان قيام دولة إسرائيل عام 1948، تأسس جهاز الأمن العام الإسرائيلي في سنة 1949 باسم «جهاز المخابرات» أو «جهاز الأمن» واختصارا (الشين بيت) أو (الشاباك)، وكان يرأسه في البداية إيسر هاريل (الذي ترأس الموساد لاحقًا)
ونُقلت مسؤولية نشاط الشاباك لاحقًا من الجيش الإسرائيلي إلى مكتب رئيس الوزراء. خلال حرب 1948 العربية الإسرائيلية، اقتصرت مسؤوليات الشاباك على شؤون الأمن الداخلي فقط. في فبراير 1949 (قبل وقت قصير من نهاية الحرب)، تم توسيع مسؤولياته لتشمل مكافحة التجسس. وظل يعمل بسرية مطلقة لسنوات طويلة، فكان مثلا يعتقل المواطنين (العرب بالأساس واليساريين واليمينيين اليهود)، من دون أن يعرفوا من الذي يعتقلهم ويمارس التعذيب بحقهم. وفقط في سنة 1957 كُشِّفَ عن وجود هذا الجهاز.

## التأثير
لكن على الرغم من أن «الشاباك»، هو أصغر الأجهزة الاستخبارية، فإنه يعتبر أكثر الأجهزة الأمنية حضوراً وتأثيراً على عملية صنع القرار السياسي والعسكري في الدولة، ولا يمكن مقارنة تأثيره الطاغي بتأثير أي جهاز أمني آخر في الدولة العبرية. فيجمع المعلقون العسكريون في الدولة العبرية على أن «الشاباك» هو أكثر الأجهزة الاستخبارية في العالم قدرة على إحباط ما يسمونه «عمليات الإرهاب». وهذا النفوذ الواسع الذي يحظى به «الشاباك» هو الذي جعل ناحوم بارنيع كبير معلقي صحيفة يديعوت آحرنوت الإسرائيلية يعتبر رئيس «الشاباك» هو الحاكم الحقيقي للدولة.
والسبب في هذا النفوذ هو «الإنجازات» التي حققها «الشاباك» جعلت منه الذراع الاستخباري الأكثر تأثيراً على دائرة صنع القرار، إذ أن الحكومة الإسرائيلية لا يمكنها أن تتخذ قراراً يتعلق بالنزاع مع الشعب الفلسطيني دون الحصول على موافقة قيادة «الشاباك».فكل وسائل الإعلام الإسرائيلية تجمع على أن الحكومة تضرب بعرض الحائط توصيات بقية الأجهزة الأمنية الأخرى إذا كانت تتعارض مع التوصيات التي يقدمها «الشاباك»، وهو الذي كان ينجح دائما في رفع سقف هذا القمع مستغلاً «إنجازاته» لتبرير مطالبته الحكومة بتبني توصياته.
احتكار «الشاباك» للمعلومات الاستخبارية المتعلقة بالفلسطينيين مس بقدرة أعضاء الحكومة وبقية الأجهزة الأمنية على تقديم تصورات مغايرة، وهذا الاحتكار ساعد «الشاباك» على تضخيم المعلومات من أجل تكثيف عمليات الاغتيال والقمع بشكل عام.
تولى الشاباك منذ اندلاع الانتفاضة الفلسطينية مهمة إحباط عمليات المقاومة، وجمع المعلومات الاستخبارية التي وُظِّفَت في شن عمليات التصفية والاعتقال بحق قادة ونشطاء حركة المقاومة.

## الهيكل التنظيمي
يُعتقد أن الشاباك لديه ثلاثة أجنحة عملياتية:
- القسم العربي

وهو المسؤول الأول عن أنشطة "مكافحة الإرهاب" المتعلقة بالعرب في إسرائيل والضفة الغربية وقطاع غزة.
- وزارة إسرائيل والأجانب

كانت تُسمى سابقًا «إدارة الشؤون غير العربية»، وتضم إدارة مكافحة التجسس ومنع التخريب في القطاع اليهودي، والمعروفة أيضًا باسم الإدارة اليهودية. وهي مسؤولة عن منع التجسس، والتعامل مع المتطرفين الذين ينفذون أعمالًا (مثل الإرهاب) ضد الدولة والنظام الديمقراطي. ونظرًا لأن اهتماماتها الأصلية كانت تتعلق في الغالب بالكتلة الشيوعية، فقد تقلصت بعد تفكك الاتحاد لسوفيتي، لكنها ارتفعت مرة أخرى في الأهمية ردًا على النشاط الإرهابي اليهودي الذي بدأ في أوائل الثمانينيات.
- إدارة الأمن الوقائي وهو مسؤول عن حماية الأفراد والمواقع ذات القيمة العالية في الدولة مثل المسؤولين الحكوميين والسفارات والمطارات ومرافق البحث.

ورغم أنها وكالة أمنية، إلا أنها ليست جزءاً من وزارة الدفاع الإسرائيلية، ورئيسها مسؤول مباشرة أمام رئيس وزراء إسرائيل.

## قادة
تولى رئاسة جهاز الشاباك عدد من رجال الأمن الإسرائيلي ولكن كان اسم رئيس الشاباك غير معلن حتى سنة 1995 ولاحفا أصبح اسم رئيسه معروفا.
ومن رؤوساء الجهاز:
| الاسم          | فترة القيادة         | ملاحظات                                                             |
| -------------- | -------------------- | ------------------------------------------------------------------- |
| رونين بار      | 2021 م               | الرئيس الحالي                                                       |
| نداف أرغمان    | 2016 – 2021 م        |                                                                     |
| يورام كوهين    | 2011 - 2016          |                                                                     |
| يوفال ديسكين   | 2005 - 2011          | تولى مسؤوليته جمع المعلومات والتحضير للحرب على قطاع غزة نهاية 2009. |
| آفي ديختر      | 2000 - 2005          |                                                                     |
| عامي أيالون    | 1996 - 2000          |                                                                     |
| يعقوب بيري     | 1988 - 1994          |                                                                     |
| إبراهيم بن دور | 1980-1986            |                                                                     |
| يوسيف هرملين   | 1964-1974 و1986-1988 |                                                                     |
| عاموس مانور    | 1953 - 1963          |                                                                     |
| إيزي دوروت     | 1952 - 1953          |                                                                     |
| إيسر هاريل     | 1948 - 1952          |                                                                     |

## ميزانيات 2014
كشفت معطيات مالية سرائيلية ديدة عن زيادة في نفقات جهازي المخابرات الإسرائيلية الشاباك» و«الموساد» خلال عام 2014 بنسبة 12%.
وأشارت صحيفة هآرتس العبرية إلى أن عام 2014 شهد زيادة في النفقات بنسبة 12 % عن العام الذي سبقه 2013.
ويبلغ إنفاق جهازي الشاباك والموساد خلال العام 2014 قرابة 7.44 مليار شيكل بزيادة كبيرة عن العام الذي سبقها 2013 الذي أنفق فيه 6.62 مليار شيكل.
وبحسب الصحيفة فقد جاءت الزيادة في الإنفاق لدى أجهزة المخابرات الصهيونية نتيجة زيادة النشاطات الاستخبارية والأمنية خلال العام 2014.
وشهد العام 2014 نشاطاً ملحوظاً بعد المشاركة في عمليتي «عودة الاخوة» التي خطف خلالها ثلاثة مستوطنين في مدينة الخليل تبعها الحرب على غزة التي استمرت ل51 يوم.
ولفتت الصحيفة إلى أن ميزانية جهازي المخابرات لإسرائيليين تتبر جزء من ميزانية الجيش الإسرائيلي على الرغم من استقلالهما عنه بشكل كامل وارتباطهما بمكتب رئيس الحكومة.

## احتكاكات ومشاكل داخلية بين الموساد والشاباك
تحدثت تقارير صحافيّة إسرائيليّة عن أنّه تدور معركة خفية خلف كواليس المخابرات الإسرائيلية بين جهاز الشاباك والموساد ليتضح أنّ المعركة لم تعد مقصورة بين الشاباك والاستخبارات العسكرية، بل انضم لها الموساد في ظل الفشل الاستخباري المتوالي والمتتالي الذي يُواجه إسرائيل في غزة خاصة بعد العرض العسكري الأخير الذي نظمته حماس والفيلم الذي عرضته وظهر فيه محمد ضيف حيًّا يرزق، كما شدّدّ على ذلك موقع (NRG) الإسرائيليّ.
وأنّ الكثير من الاحتكاكات تقع أيضًا بين الشاباك والموساد بعد أنّ حُوِّلَت الكثير من الصلاحيات التي كانت ضمن صلاحيات الشاباك لجهاز الموساد خاصة في موضوع محاربة تهريب السلاح. وحسب الموقع وحتى نتمكن من فهم أصول وأساس الخلافات يجب أن نعلم بان التشكيلات الأمنية والاستخبارية الإسرائيلية تجد صعوبة كبيرة في توزيع الصلاحيات المتعلقة بقطاع غزة فيما بينها وهنا يقوم الفشل الاستخباري مقابل غزة بتغذية هذه الصراعات والخلافات حيث يدعي كل جهاز بقدرته على العمل بطريقة أفضل.

## وصلات خارجية
- الموقع الرسمي
- الموقع الرسمي
- الموقع الرسمي